# 絵堂インターチェンジ
絵堂インターチェンジ（えどうインターチェンジ）は、山口県美祢市美東町絵堂の小郡萩道路上にあるインターチェンジである。小郡萩道路の暫定的な終点である。
秋吉台IC - 絵堂IC間の延伸開通に伴い、2011年5月28日に供用を開始した。

## 周辺
- 美祢市赤郷公民館（赤郷出張所、赤郷交流センター）
- 美祢市立赤郷小学校
- 赤郷郵便局
- 秋吉台サファリランド - 約3km
- 大正洞・景清洞 - 約4km

## 接続する道路
- 国道490号（山口県道239号銭屋美祢線重複）
- 山口県道28号小郡三隅線（山口県道239号銭屋美祢線重複）
  - 近傍で山口県道333号奥秋吉台公園線に接続。

## 隣
小郡萩道路
大田IC - 絵堂IC